# Sinai Fossae
Sinai Fossae és una estructura geològica del tipus fossa a la superfície de Mart, situada amb el sistema de coordenades planetocèntriques a -10.59 ° de latitud N i 285.75 ° de longitud E. Fa 589.15 km de diàmetre. El nom va ser fet oficial per la UAI el 23 de gener de 2012 i pren el nom d'una característica d'albedo.